# Synodní rada Českobratrské církve evangelické

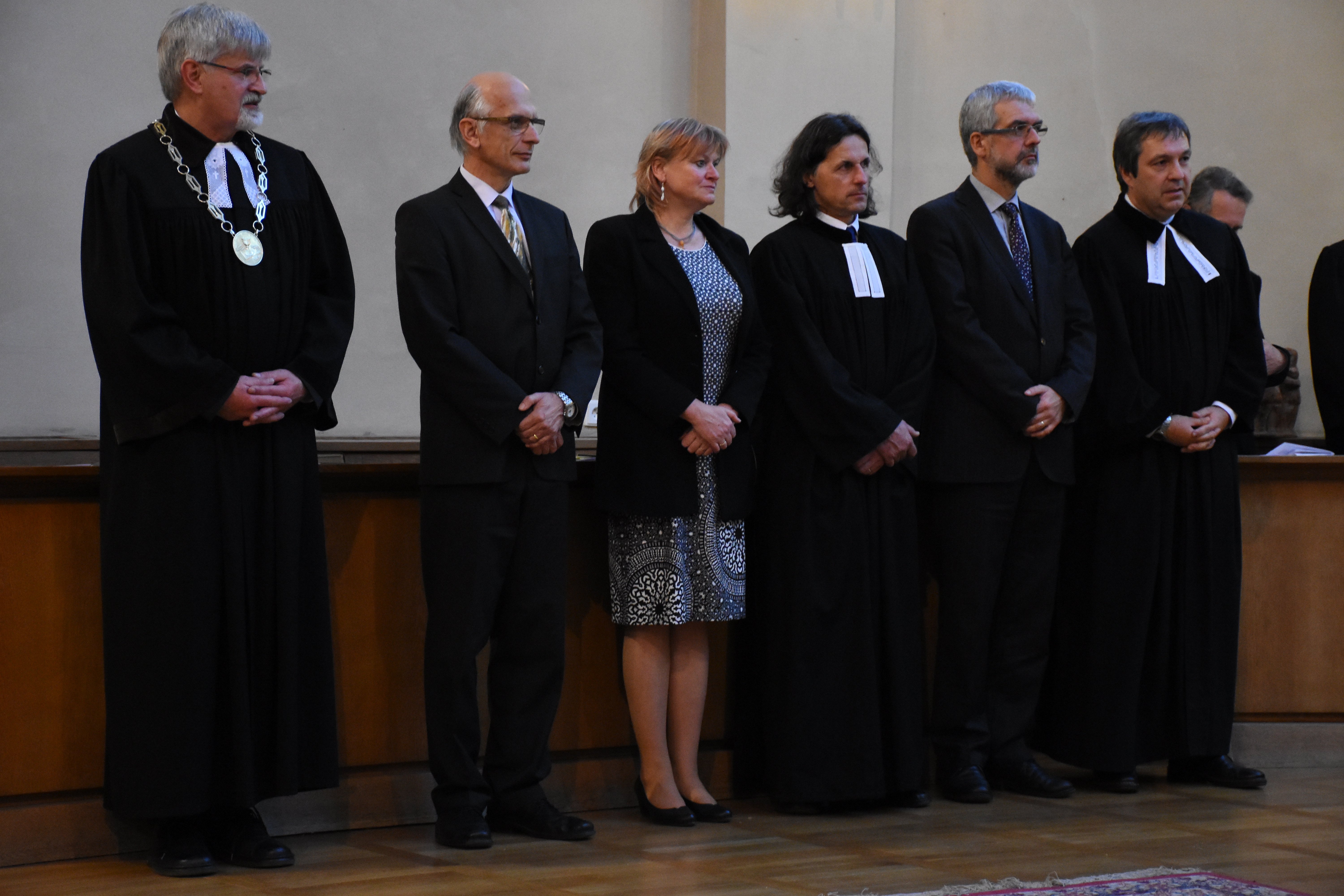
Synodní rada při své instalaci v roce 2015

Synodní rada Českobratrské církve evangelické (do roku 1931 Synodní výbor Českobratrské církve evangelické) je vrcholným orgánem této církve. Je volena Synodem Českobratrské církve evangelické na šest let a tvoří ji šest osob, z nichž tři jsou ordinovaní teologové a zbylí bez tohoto vzdělání (tedy tzv. laici). V jejím čele stojí synodní senior (ten je vybrán ze zmíněných tří teologů) a synodní kurátor, jenž je jedním z laiků, kteří jsou členy Synodní rady.
Své sídlo má Synodní rada v Praze v Husově domě.

## Složení Synodní rady

### Funkční období 1918–1921
Generální sněm církve v roce 1918 zvolil pětičlenný Synodní výbor, jehož členové měli přesně určenou funkci, jenž doplnili ještě čtyři další členové. Jeho podoba byla:
- Josef Souček – předseda
- Ferdinand Hrejsa – místopředseda
- Ferdinand Kavka – pokladník
- Josef Král – zapisovatel a právní poradce
- Antonín Boháč – jednatel
- Kamil Nagy
- Ferdinand Císař
- Antonín Zahálka
- Heřman Rüdiger, po jeho smrti Bohumil Mareček

### Funkční období 1921–1927

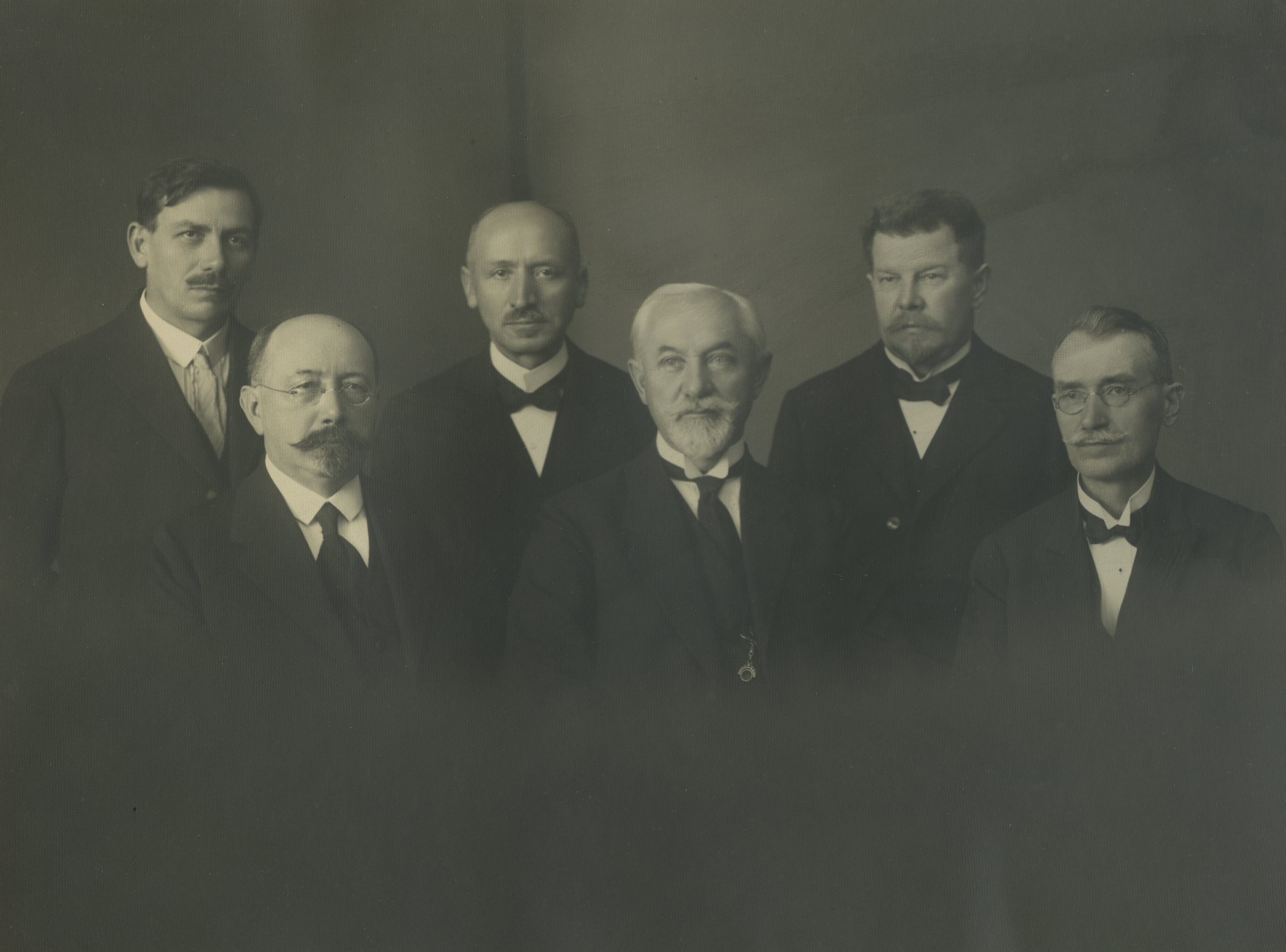
Synodní rada 1921.

Od roku 1921 pracoval Synodní výbor ve složení:
- senior předseda: Josef Souček
  - první náměstek synodního seniora: Ferdinand Hrejsa
  - druhý náměstek synodního seniora: Ferdinand Císař (do roku 1922), pak František Prudký
- synodní kurátor: Ferdinand Kavka
  - první náměstek synodního kurátora: Antonín Boháč
  - druhý náměstek synodního kurátora: Josef Král

### Funkční období 1927–1932
Od roku 1927 pracoval Synodní výbor ve složení:
- senior: Josef Souček
  - první náměstek synodního seniora: Ferdinand Hrejsa
  - druhý náměstek synodního seniora: František Prudký
- synodní kurátor: Ferdinand Kavka
  - první náměstek synodního kurátora: Antonín Boháč
  - druhý náměstek synodního kurátora: Josef Král

Během funkčního období (roku 1931) došlo k přejmenování výboru na Synodní radu a její představitel se stal synodním seniorem.

### Funkční období 1932–1939

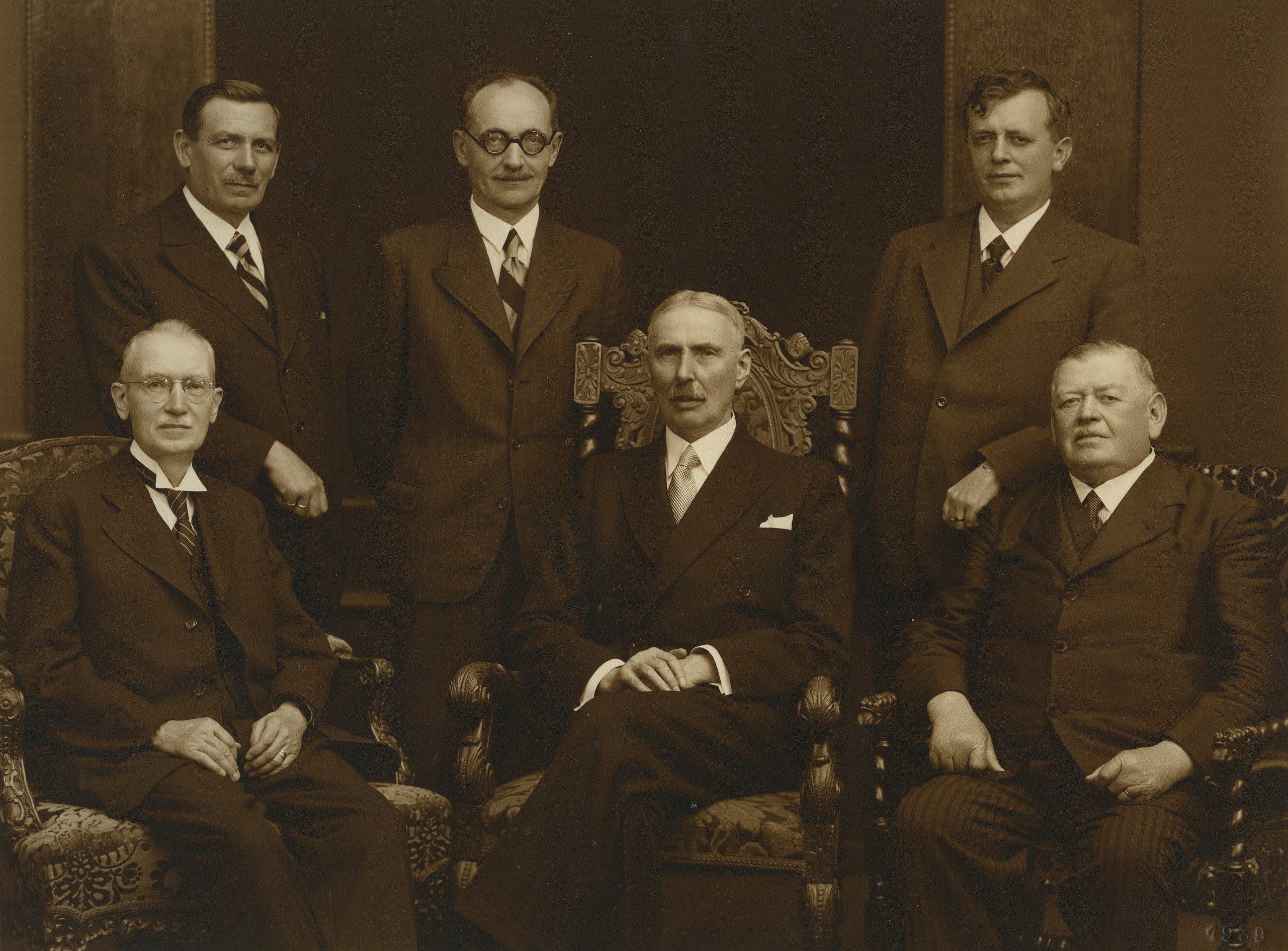
Synodní rada, červen 1939.

Od roku 1932 pracovala Synodní rada ve složení:
- synodní senior: Josef Souček (do roku 1938), pak Kamil Nagy
  - první náměstek synodního seniora: Kamil Nagy (do roku 1938), pak Ferdinand Hrejsa
  - druhý náměstek synodního seniora: Ferdinand Hrejsa (do roku 1938), pak Bedřich Jerie
- synodní kurátor: Ferdinand Kavka
  - první náměstek synodního kurátora: Antonín Boháč
  - druhý náměstek synodního kurátora: Emil Lány (do roku 1937), pak Jindřich Hrozný

### Funkční období 1939–1945

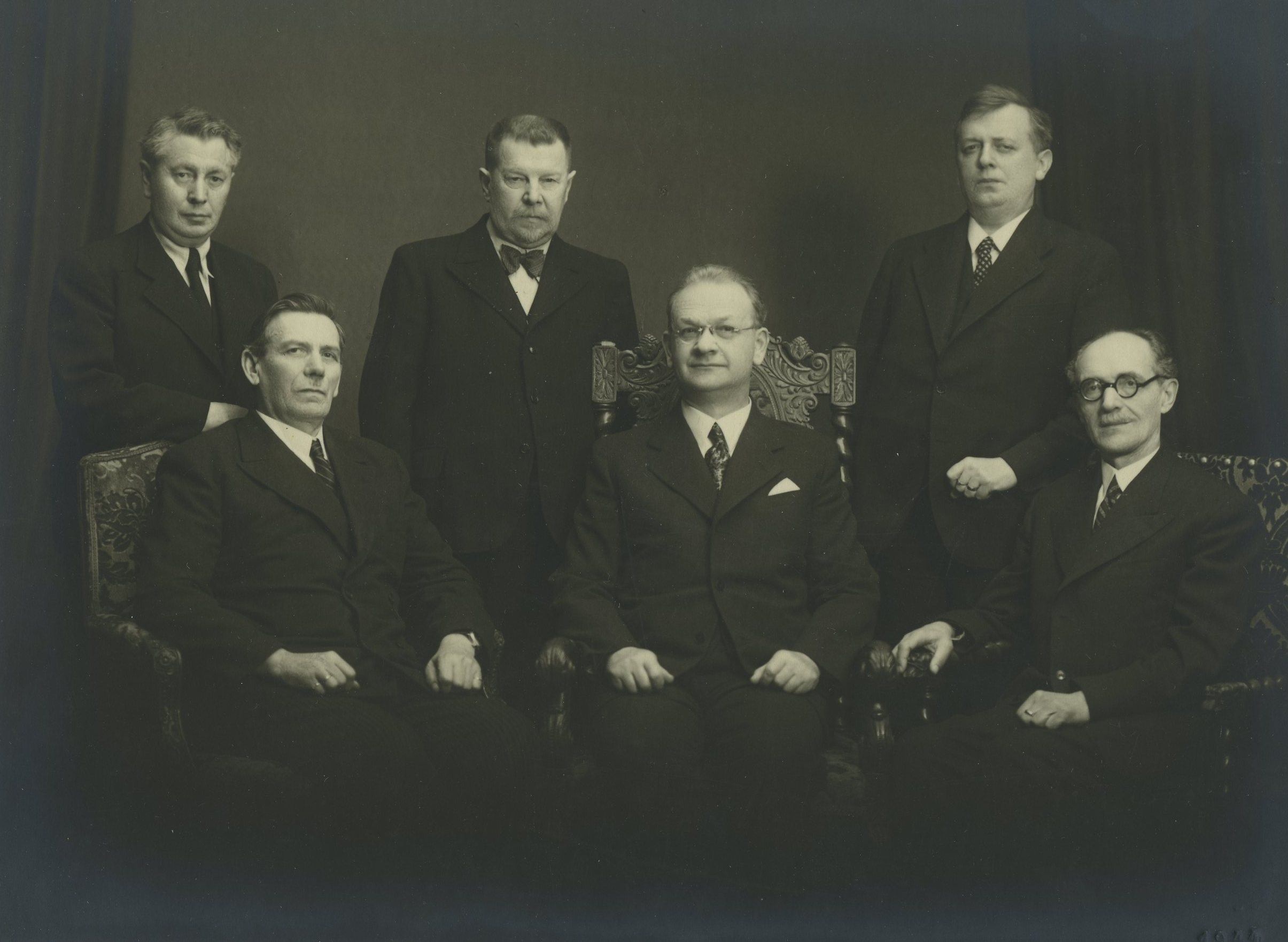
Synodní rada, prosinec 1939.

Od roku 1939 pracovala Synodní rada ve složení:
- synodní senior: Josef Křenek
  - první náměstek synodního seniora: Bedřich Jerie
  - druhý náměstek synodního seniora: Karel Machotka
- synodní kurátor: Antonín Boháč
  - první náměstek synodního kurátora: Jindřich Hrozný
  - druhý náměstek synodního kurátora: Josef Král

### Funkční období 1945–1950
Od roku 1945 pracovala Synodní rada ve složení:
- synodní senior: Josef Křenek (do úmrtí v roce 1949)
  - první náměstek synodního seniora: Bedřich Jerie (do roku 1947), pak Viktor Hájek
  - druhý náměstek synodního seniora: Bohuslav Burian (do roku 1949), pak Vladimír Čapek
- synodní kurátor: Antonín Boháč (do roku 1950), pak Gustav Hrejsa
  - první náměstek synodního kurátora: Gustav Hrejsa
  - druhý náměstek synodního kurátora: Amos Pokorný (do roku 1949), pak Lubomír Jelen (do roku 1950), pak Pavel Šimek

### Funkční období 1950–1956

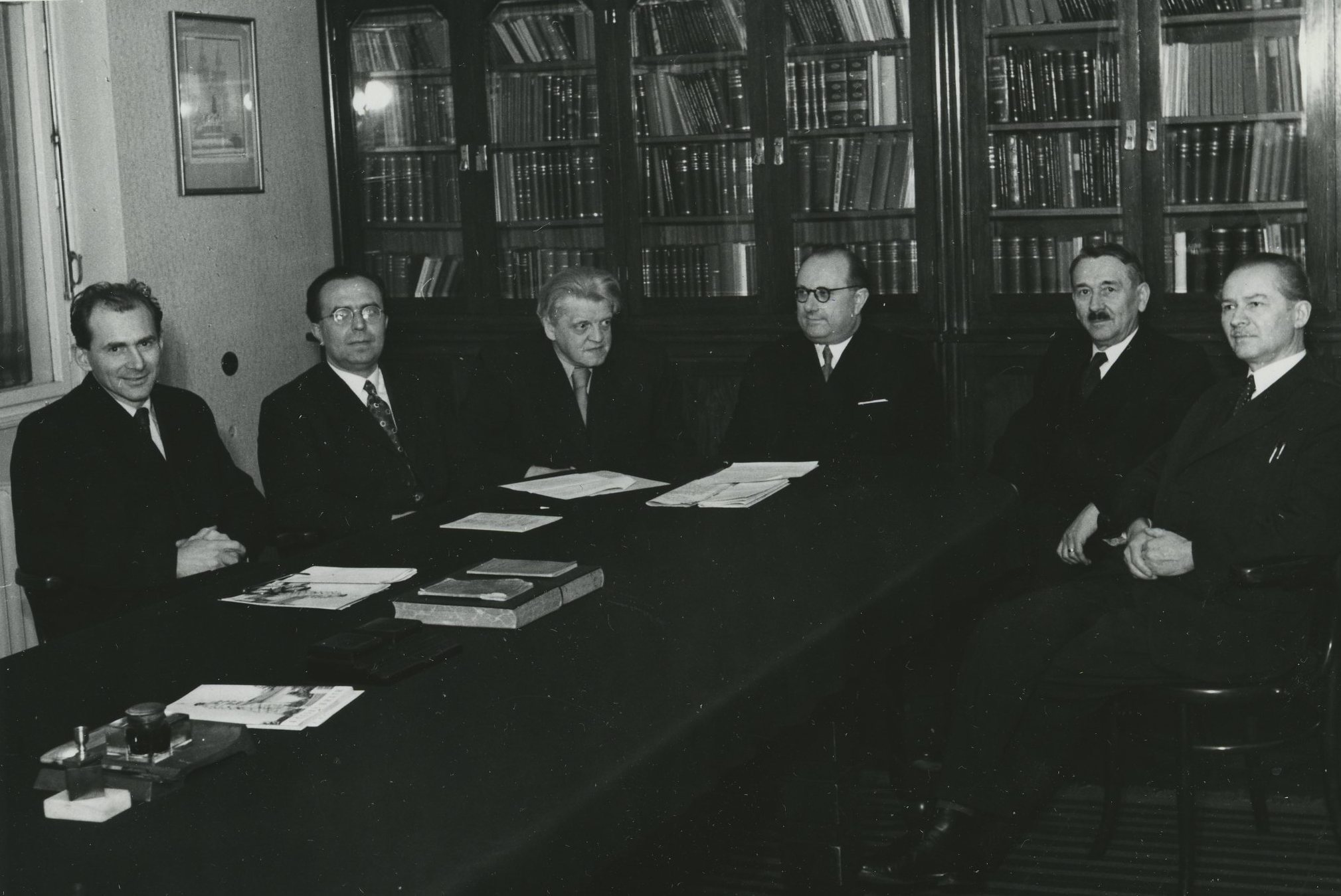
Synodní rada 1951.

Od roku 1950 pracovala Synodní rada ve složení:
- synodní senior: Viktor Hájek
  - první náměstek synodního seniora: Bohuslav Burian
  - druhý náměstek synodního seniora: Jaromír Klimecký
- synodní kurátor: Gustav Hrejsa
  - první náměstek synodního kurátora: Lubomír Jelen
  - druhý náměstek synodního kurátora: Pavel Šimek (do roku 1953), pak Alois Sklenář

### Funkční období 1956–1962
Od roku 1956 pracovala Synodní rada ve složení:
- synodní senior: Viktor Hájek
  - první náměstek synodního seniora: Vladimír Čapek
  - druhý náměstek synodního seniora: Miloš Šourek
- synodní kurátor: Gustav Hrejsa (do roku 1959), pak Pavel Šimek
  - první náměstek synodního kurátora: Alois Sklenář
  - druhý náměstek synodního kurátora: Miloš Jarošek

### Funkční období 1963–1969
Od roku 1963 pracovala Synodní rada ve složení:
- synodní senior: Viktor Hájek (do úmrtí v roce 1968)
  - první náměstek synodního seniora: Vladimír Čapek (od roku 1968 vykonával povinnosti synodního seniora)
  - druhý náměstek synodního seniora: Miloš Šourek (od roku 1968 vykonával povinnosti i za nemocného Vladimíra Čapka)
  - náhradník: Václav Kejř (pouze v letech 1968–1969)
- synodní kurátor: Pavel Šimek
  - první náměstek synodního kurátora: Alois Sklenář
  - druhý náměstek synodního kurátora: Miloš Jarošek

### Funkční období 1969–1973

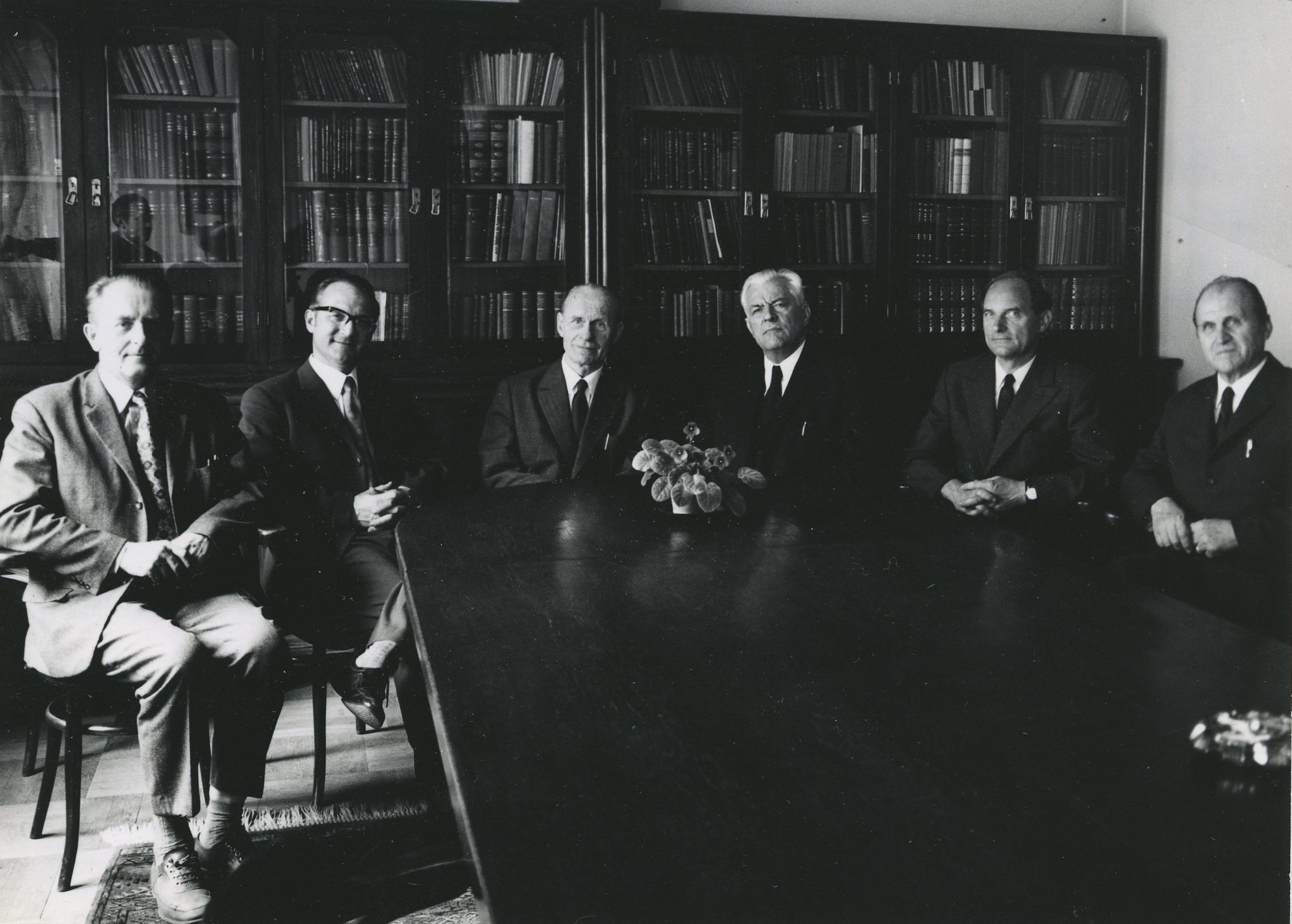
Synodní rada 1971.

Počínaje rokem 1969 se funkční období zkrátilo z šesti let na čtyři. V té době pracovala Synodní rada ve složení:
- synodní senior: Václav Kejř
  - první náměstek synodního seniora: Jan Pokorný
  - druhý náměstek synodního seniora: Miloš Šourek
- synodní kurátor: Pavel Šimek (do roku 1971), pak František Škarvan
  - první náměstek synodního kurátora: František Škarvan (do roku 1971), pak Jaro Křivohlavý
  - druhý náměstek synodního kurátora: Miloš Lešikar

### Funkční období 1973–1977
Od roku 1973 pracovala Synodní rada ve složení:
- synodní senior: Václav Kejř
  - první náměstek synodního seniora: Jan Pokorný
  - druhý náměstek synodního seniora: Jiří Ruml
- synodní kurátor: František Škarvan
  - první náměstek synodního kurátora: Jaro Křivohlavý
  - druhý náměstek synodního kurátora: Miloš Lešikar

### Funkční období 1977–1981

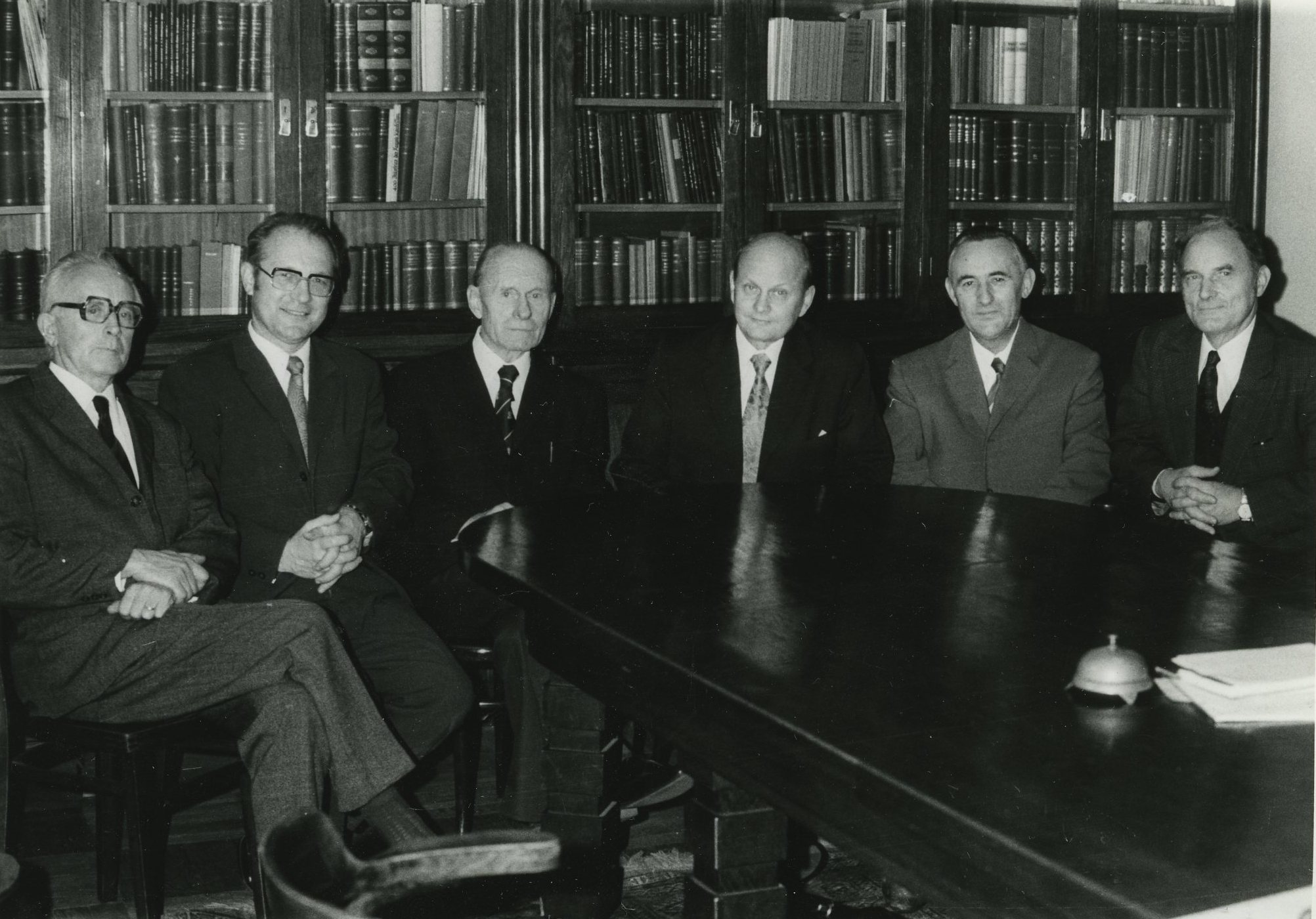
Synodní rada 1977.

Od roku 1977 pracovala Synodní rada ve složení:
- synodní senior: Miloslav Hájek
  - první náměstek synodního seniora: Josef Hlaváč
  - druhý náměstek synodního seniora: Jan Pokorný
- synodní kurátor: František Škarvan (do roku 1979), pak Miloš Lešikar
  - první náměstek synodního kurátora: Jaro Křivohlavý
  - druhý náměstek synodního kurátora: Vladimír Chadim

### Funkční období 1981–1987
Počínaje rokem 1981 se funkční období vrátilo na původní šestiletý cyklus. V té době pracovala Synodní rada ve složení:
- synodní senior: Miloslav Hájek
  - první náměstek synodního seniora: Josef Hlaváč
  - druhý náměstek synodního seniora: Josef Hromádka
- synodní kurátor: Miloš Lešikar
  - první náměstek synodního kurátora: Jaro Křivohlavý (do roku 1985), pak Vladimír Pistor
  - druhý náměstek synodního kurátora: Vladimír Pistor (do roku 1985), pak Miroslav Litomiský

### Funkční období 1987–1991

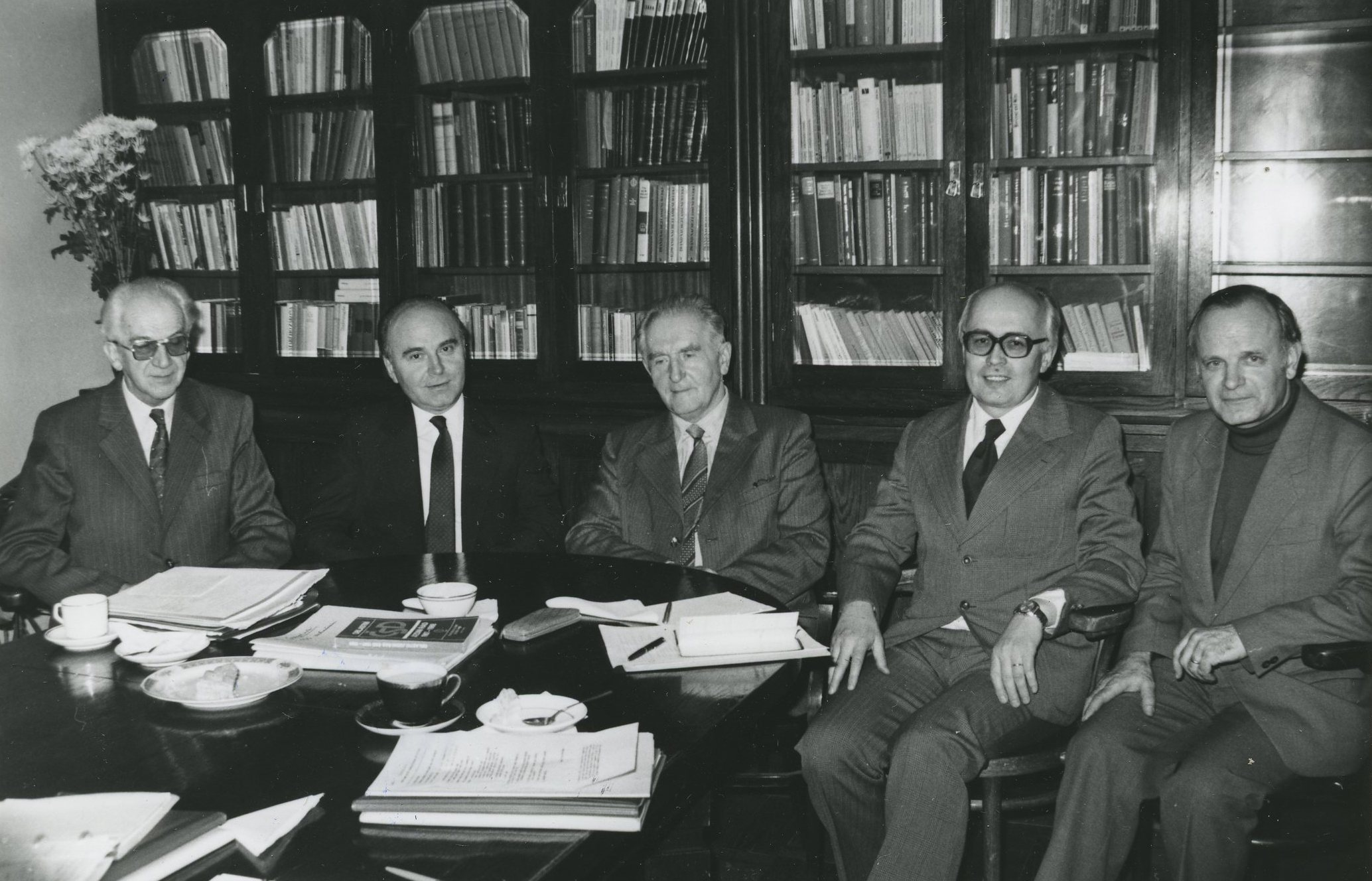
Synodní rada 1987.

Od roku 1987 pracovala Synodní rada ve složení:
- synodní senior: Josef Hromádka (roku 1990 uvolněn pro funkci místopředsedy Vlády národního porozumění)
  - první náměstek synodního seniora: Pavel Smetana (od roku 1990 vykonával povinnosti synodního seniora)
  - druhý náměstek synodního seniora: Jan Čapek (neobdržel ovšem státní souhlas), proto místo něj Jan Trusina
- synodní kurátor: Miloš Lešikar
  - první náměstek synodního kurátora: Vladimír Pistor
  - druhý náměstek synodního kurátora: Miroslav Litomiský

### Funkční období 1991–1997

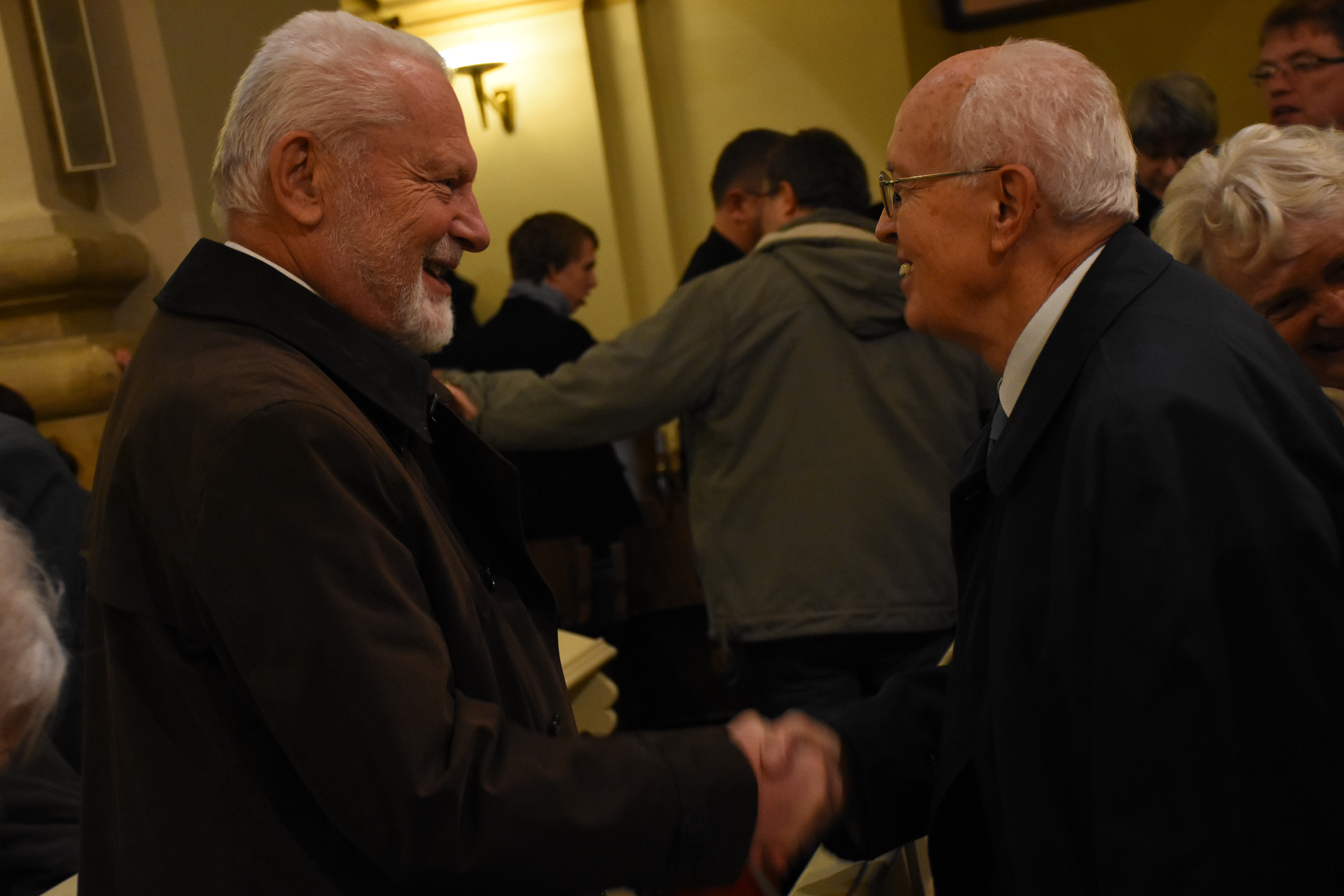
Zdeněk Susa (vlevo) s Pavlem Smetanou v roce 2015

Od roku 1991 pracovala Synodní rada ve složení:
- synodní senior: Pavel Smetana
  - první náměstek synodního seniora: Jan Trusina
  - druhý náměstek synodního seniora: Jan Čapek
- synodní kurátor: Zdeněk Susa
  - první náměstkyně synodního kurátora: Naděje Mandysová
  - druhý náměstek synodního kurátora: Jaromír Plíšek

### Funkční období 1997–2003
Od roku 1997 měla Synodní rada toto složení:
- synodní senior: Pavel Smetana
  - první náměstek synodního seniora: Daniel Ženatý
  - druhý náměstek synodního seniora: Jan Čapek
- synodní kurátorka: Lydie Roskovcová
  - první náměstek synodní kurátorky: Joel Pokorný
  - druhý náměstek synodní kurátorky: Pavel Pistor

### Funkční období 2003–2009
Od listopadu 2003 měla Synodní rada toto složení:
- synodní senior: Joel Ruml
  - první náměstek synodního seniora: Pavel Klinecký
  - druhý náměstek synodního seniora: Miloš Rejchrt
- synodní kurátorka: Mahulena Čejková
  - první náměstek synodní kurátorky: Pavel Stolař
  - druhý náměstek synodní kurátorky: Pavel Prosek

### Funkční období 2009–2015

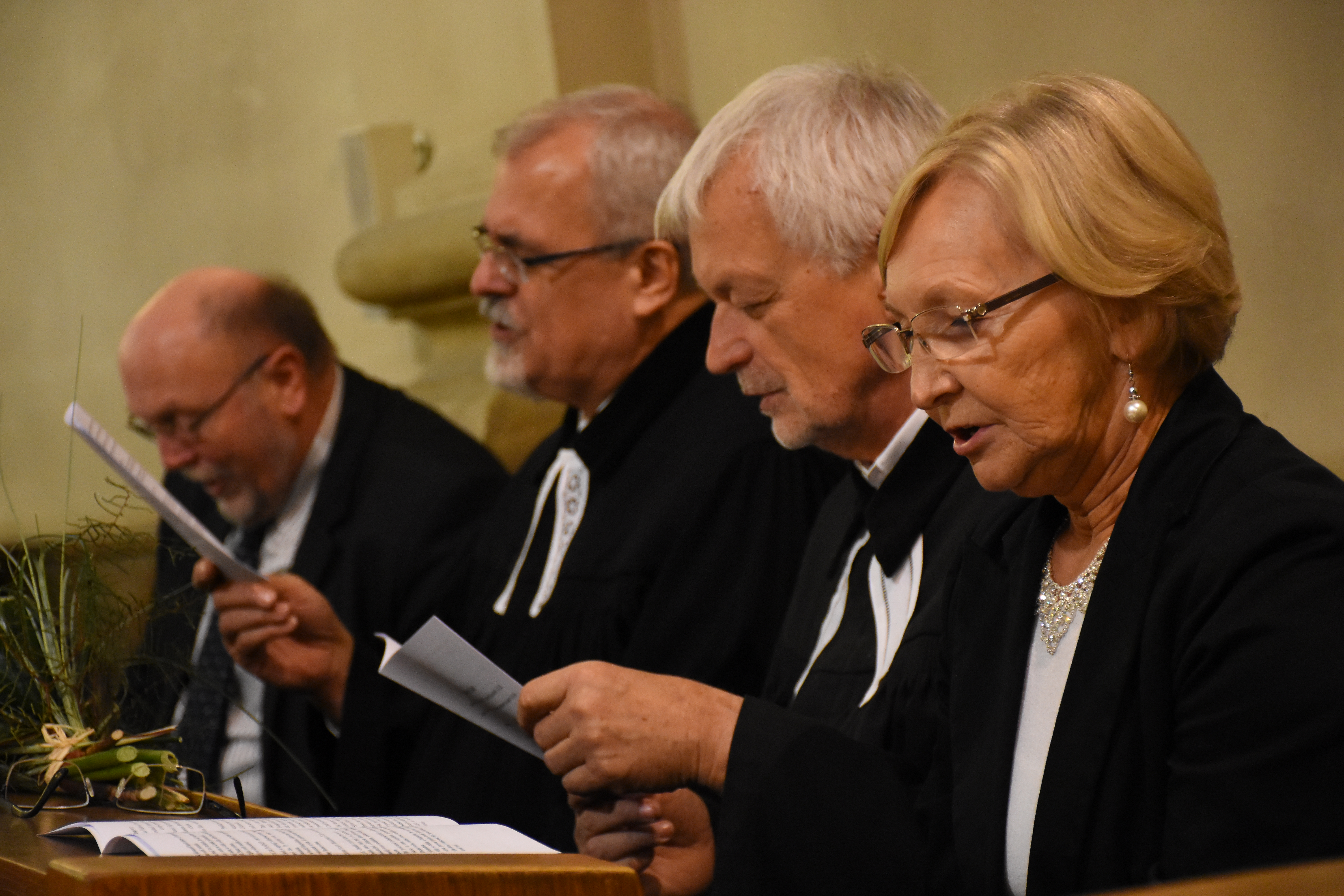
Členové synodní rady, kteří v roce 2015 ukončili svoji práci v tomto orgánu: zleva Pavel Stolař, Joel Ruml, Pavel Kašpar a Lia Valková

Od listopadu 2009 do stejného měsíce roku 2015 pracovala Synodní rada ve složení:
- synodní senior: Joel Ruml
  - první náměstek synodního seniora: Daniel Ženatý
  - druhý náměstek synodního seniora: Pavel Kašpar
- synodní kurátorka: Lia Valková
  - první náměstek synodní kurátorky: Pavel Stolař
  - druhá náměstkyně synodní kurátorky: Eva Zadražilová

### Funkční období 2015–2021
Od listopadu 2015 do listopadu 2021 měla Synodní rada toto složení:
- synodní senior: Daniel Ženatý
  - první náměstek synodního seniora: Pavel Pokorný
  - druhý náměstek synodního seniora: Ondřej Titěra
- synodní kurátor: Vladimír Zikmund
  - první náměstek synodního kurátora: Jiří Schneider
  - druhá náměstkyně synodního kurátora: Eva Zadražilová

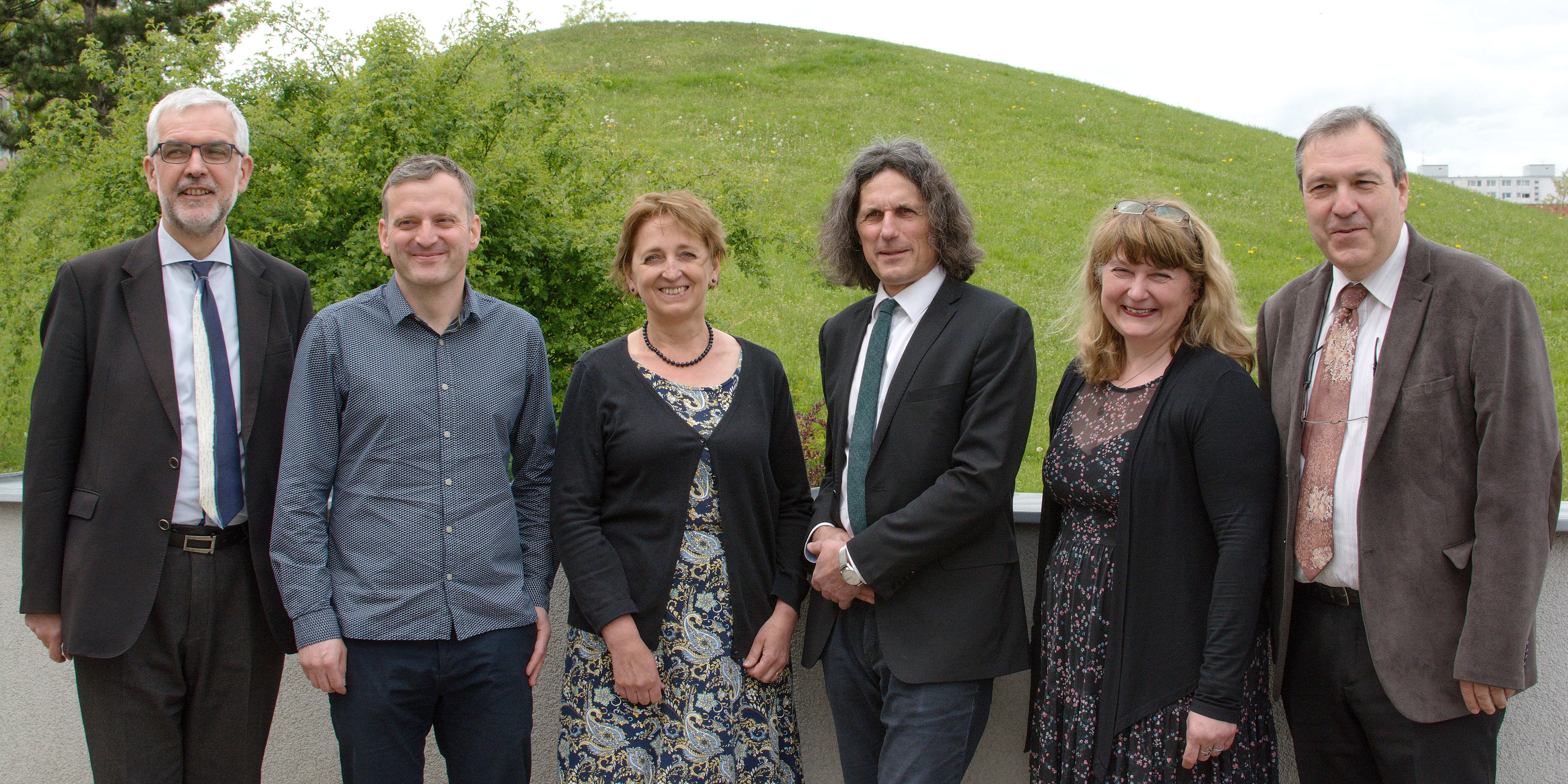
Synodní rada Českobratrské církve evangelické (pro funkční období 2021–2027) krátce po svém zvolení na synodu v roce 2021. Zleva Jiří Schneider (synodní kurátor), Roman Mazur, Jana Šarounová, Pavel Pokorný (synodní senior), Simona Kopecká a Ondřej Titěra.

### Funkční období 2021–2027
Na jednání synodu dne 21. května 2021 bylo zvoleno nové vedení církve. Od listopadu 2021 tak má synodní rada složení:
- synodní senior: Pavel Pokorný
  - první náměstek synodního seniora: Ondřej Titěra
  - druhý náměstek synodního seniora: Roman Mazur
- synodní kurátor: Jiří Schneider
  - první náměstkyně synodního kurátora: Simona Kopecká
  - druhá náměstkyně synodního kurátora: Jana Šarounová